# Mathieu-Lambert Polain
Mathieu-Lambert Polain, né à Liège le 23 janvier 1808 et y décédé le 4 avril 1872, est un écrivain et archiviste belge.

## Biographie
Mathieu-Lambert Polain est un archiviste communal et provincial liégeois. 
C'est un historien romantique qui a écrit Récits historiques sur l'ancien Pays de Liège et Histoire du Pays de Liège.

## Agathopède
Mathieu-Lambert Polain faisait partie de la société bruxelloise ultra-secrète, burlesque et d'agrément des agathopèdes.

## Publications

### Ouvrages
- Les Eaux de Chaudfontaine, comédie-vaudeville en un acte, représentée sur le théâtre de Liège le 15 mars 1827. Verviers, 1827, in-8" (anonyme). En collaboration avec MM. L. Alvin et de Lannoy.
- De la souveraineté indivise des évêques de Liège et des Etats-généraux sur Maestricht. Liège, 1831, in-8°.
- Collection de chroniques liégeoises inédites. La Mutinerie des Rivageois, par Guill.de Meeff (XVIe siècle). Liège, 1835, in -8.
- La mutinerie des Rivageois, Liège, Jeunehomme, 1837, 20 p. (lire en ligne)
- Récits historiques sur l'ancien pays de Liège, Bruxelles, Gobaerts, 1866, 4e éd. (1re éd. 1837), 464 p., in-8° (lire en ligne). Un certain nombre de ces récits ont d'abord paru dans la Revue belge, et il en a été fait des tirés a part. Ils ont été ensuite réunis en un vol. et publiés à Liège en 1837 (Esquisses historiques de l'ancien pays de Liège). La troisième édition a vu le jour à Bruxelles en 1842 (in-8°).
- Mélanges historiques et littéraires. Liège, 1839, in 18°.
- La joyeuse entrée de Ferdinand de Bavière, Liège, Jeunehomme, 1839, 24 p. (lire en ligne)
- A toutes les gloires de l'ancien pays de Liège. Liège, 1842, in-8°.
- Liège pittoresque, ou description historique de cette ville et de ses principaux monuments, Bruxelles, Hauman, 1842, 279 p., in-8° (lire en ligne)
- Henri de Dinant, histoire de la révolution communale de Liège (1252-1257), 1843, in-8°
- Histoire de l'ancien pays de Liège. Liège, 1844-1847, 2 vol. in-8°.
- Notice historique sur le système d'impositions communales en usage à Liège avant 1794. Bruxelles 1846, gr. in-8°.
- Tableau général des différentes collections que renferme le depôt des archives de l'Etat, a Liège. Liège, 1847, in-8· (anon.)
- Les vrayes chroniques jadis faites et rassemblées par vénérable homme et discret seigneur Monseigneur Jehan Le Bel, chanoine de S. Lambert, retrouvées et publiées par M. L. Polain. Mons , 1850, gr. in-8° (car. goth.). Fragment tiré à 125 exemplaires seulement, et non livré au commerce. La chronique complète de Jehan Le Bel a été publiée par M. Polain en 1863, à Bruxelles, sous le titre suivant :
  - Les vrayes chroniques de Messire Jehan Le Bel. Histoires vrayes et notables des nouvelles guerres et choses avenues l'an Mil CCCXXVI jusques à l'an LXI, en France, en Angleterre, en Escosse, en Bretaigne et ailleurs, et principalement des haultz faits du roy Edowart d'Angleterre et des deux roys Philippe et Jehan de France. Bruxelles, 1863, 2 vol. in-8°.
- Liste chronologique des Ordonnances de la principauté de Liège, de 1684 a 1794. Bruxelles, 1851, in-8 (anon.).
- Liste chronologique des Edits et Ordonnances de la principauté de Stavelot et de Malmedy, de 650 a 1793. Bruxelles, 1852, in-8° (anon.)
- Recueil des Ordonnances de la principauté de Liège.
  - Recueil des ordonnances de la Principauté de Liége  (Deuxième série. 1507–1684), vol. I : contenant les ordonnances du 18 février 1507 à décembre 1580, Bruxelles, Goobaerts, 1869, 490 p. (lire en ligne)
  - Recueil des ordonnances de la Principauté de Liége  (Deuxième série. 1507–1684), vol. III : contenant les ordonnances du 18 janvier 1621 au 24 novembre 1684, Bruxelles, Gobbaerts, 1872, 491 p. (lire en ligne), p. 176
- Liste chronologique des Edits et Ordonnances de la principauté de Liège, (1507 a 1684). Ibid.,1860, in-8°(anon.).
- Recueil des Ordonnances de la principauté de Stavelot (648-1794). Ibid. 1864, un vol. in-folio.
- Liste chronologique des Edits et Ordonnances de l'ancien duché de Bouillon, de 1240 a 1795. Ibid., 1865, in-8°
- Recueil des Ordonnances du duché de Bouillon (1240-1795). Ibid., 1868, un vol. in-folio

### Articles
- « La Mal Saint-Jacques ou les Chiroux et les Grignoux », Revue belge, t. 1,‎ 1835, p. 137-153 (lire en ligne, consulté le 16 octobre 2018)
- « Le banquet de Warfusée ou le meurtre de Sébastien La Ruelle », Revue belge, t. 3,‎ 1836, p. 181-200 (lire en ligne, consulté le 8 août 2015)
- « Notice sur un livre d'évangiles conservé dans l'église de Saint Jean Evangéliste, à Liège », Bulletin de l'institut archéologique liégeois, Liège, t. I,‎ 1852-1853, p. 343-348 (ISSN 0776-1260, lire en ligne)
- « Spicilegium Solesmense, tomus I. Compte rendu », Bulletin de l'institut archéologique liégeois, Liège, t. I,‎ 1852-1853, p. 445-448 (ISSN 0776-1260, lire en ligne)
- « L'abbé Raynal et Bassenge », Bulletin de l'institut archéologique liégeois, Liège, t. II,‎ 1854, p. 287-297 (ISSN 0776-1260, lire en ligne)
- « Police de l'imprimerie et de la librairie dans l'ancien pays de Liège », Bulletin de l'institut archéologique liégeois, Liège, t. II,‎ 1854, p. 167-181 (ISSN 0776-1260, lire en ligne)
- « Catalogue des chanoines de l'église cathédrale de Liège, depuis le cardinal Erard de la Marck jusqu'à présent, par Guillaume de Wissocq de Bomy, chanoine et chantre de Liège », Bulletin de l'institut archéologique liégeois, Liège, t. III,‎ 1857, p. 281-286 (ISSN 0776-1260, lire en ligne)
- « Commerce et industrie du Pays de Liège au XVIIIe siècle », Bulletin de l'institut archéologique liégeois, Liège, t. III,‎ 1857, p. 104-111 (ISSN 0776-1260, lire en ligne)
- « Documents inédits relatifs à l'ancienne avouerie de Liège », Bulletin de l'institut archéologique liégeois, Liège, t. III,‎ 1857, p. 297-304 (ISSN 0776-1260, lire en ligne)
- « Histoire de l'église et de la principauté de Liège, par le P. Jean Bertholet, jésuite. Discours préliminaire », Bulletin de l'institut archéologique liégeois, Liège, t. III,‎ 1857, p. 286-296 (ISSN 0776-1260, lire en ligne)
- « Population de l'ancien pays de Liège au XVIIIe siècle », Bulletin de l'institut archéologique liégeois, Liège, t. III,‎ 1857, p. 345-350 (ISSN 0776-1260, lire en ligne)